# Капакли
Капакли (тур. Kapakli) — невелике село на півдні Туреччини, у районі Демре провінції Анталія. Розташоване вздовж дороги Демре-Учагіз. Відстань до Демре складає 15 км, до столиці провінції Анталії — 157 км. Населення займається переважно сільським господарством.
Через село проходить туристичний маршрут «Лікійська стежка».
На пвденний захід від села розташовані руїни поселення Істлада.
У 2010-х роках у селі почав втілюватися проєкт з розвитку туризму разом з сусіднім селом Гойран.